# Caloptilia issikii
Caloptilia issikii är en fjärilsart som beskrevs av Tosio Kumata 1982. Caloptilia issikii ingår i släktet Caloptilia och familjen styltmalar. Inga underarter finns listade i Catalogue of Life.